# قصر سان مارتن

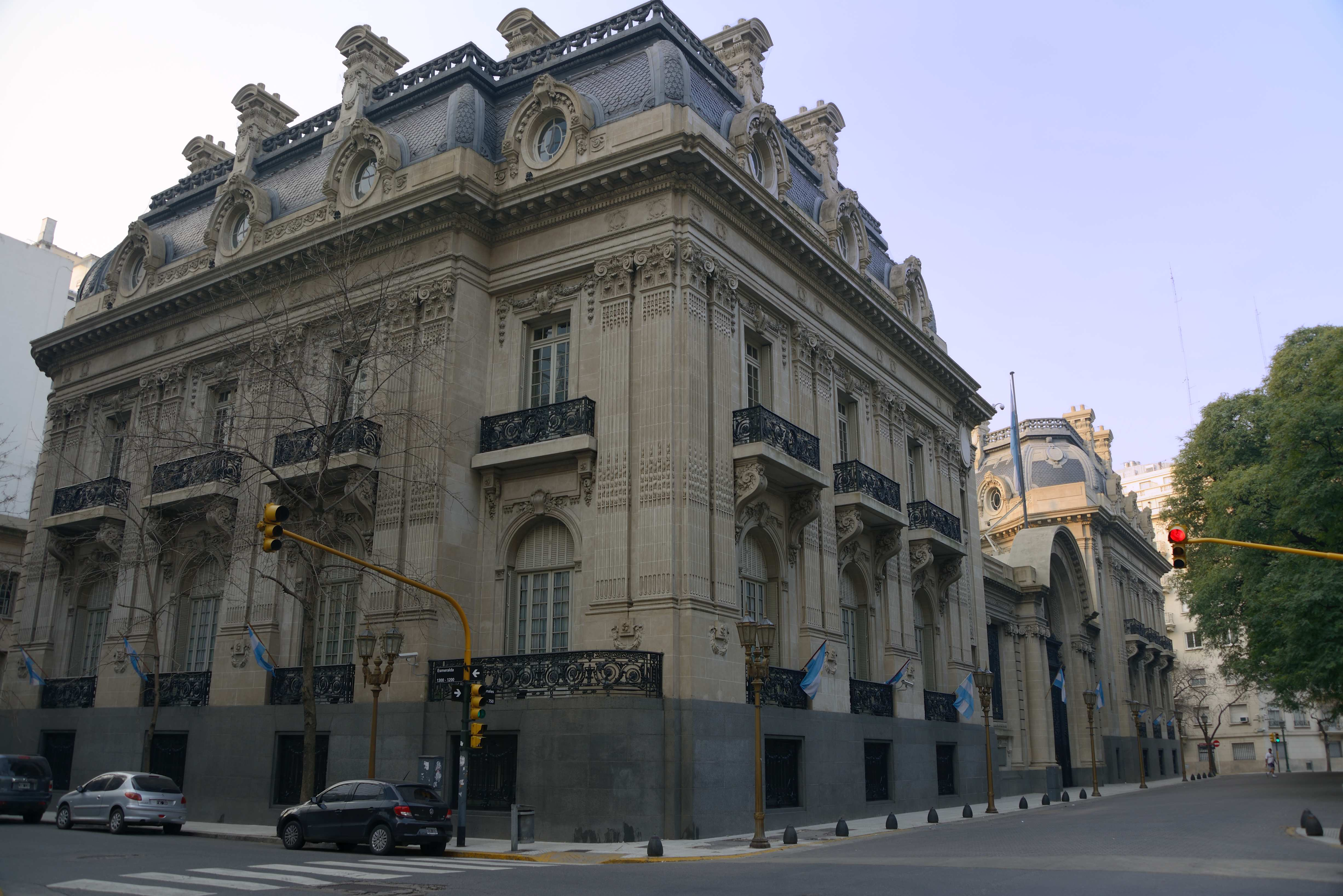
قصر سان مارتن

قصر سان مارتن (San Martín Palace)، يقع بواجهة بلازا سان مارتن في بوينس آيرس، الأرجنتين ويستخدم كمقر احتفالي لوزارة العلاقات الخارجية.

## التاريخ
كان تصميم عمارة القصر لمرسيدس كاستيلانوس دي أنكورينا من قبل المهندس المعماري أليخاندرو كريستوفرسين في عام 1905. وتم الانتهاء منه في عام 1909، وحصلت الحكومة الأرجنتينية على المبنى في عام 1936 وأصبح مقر وزارة العلاقات الخارجية. وفي عام 1993 تم الانتهاء من مبنى جديد للوزارة، وفي الوقت الحاضر القصر بمثابة مقر احتفاليات للوزارة.
يحتوي القصر على العديد من الأعمال الفنية من قبل فنانين من الأرجنتين وأمريكا من القرن العشرين، مثل أنطونيو بيرني، بابلو كوراتيلا مانيس، لينو إينيا سبيليمبرغو، روبرتو ماتا.

## المعرض

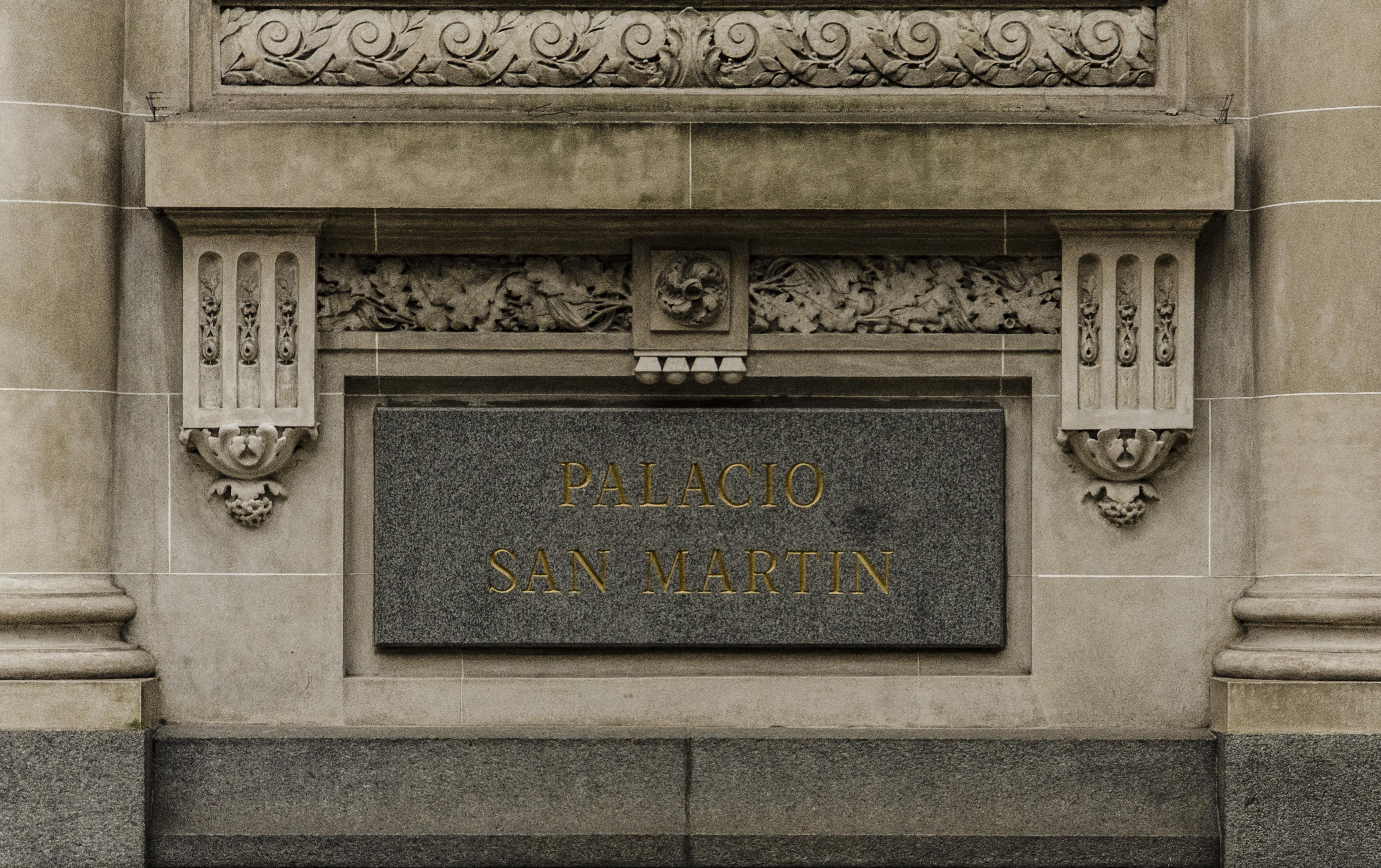
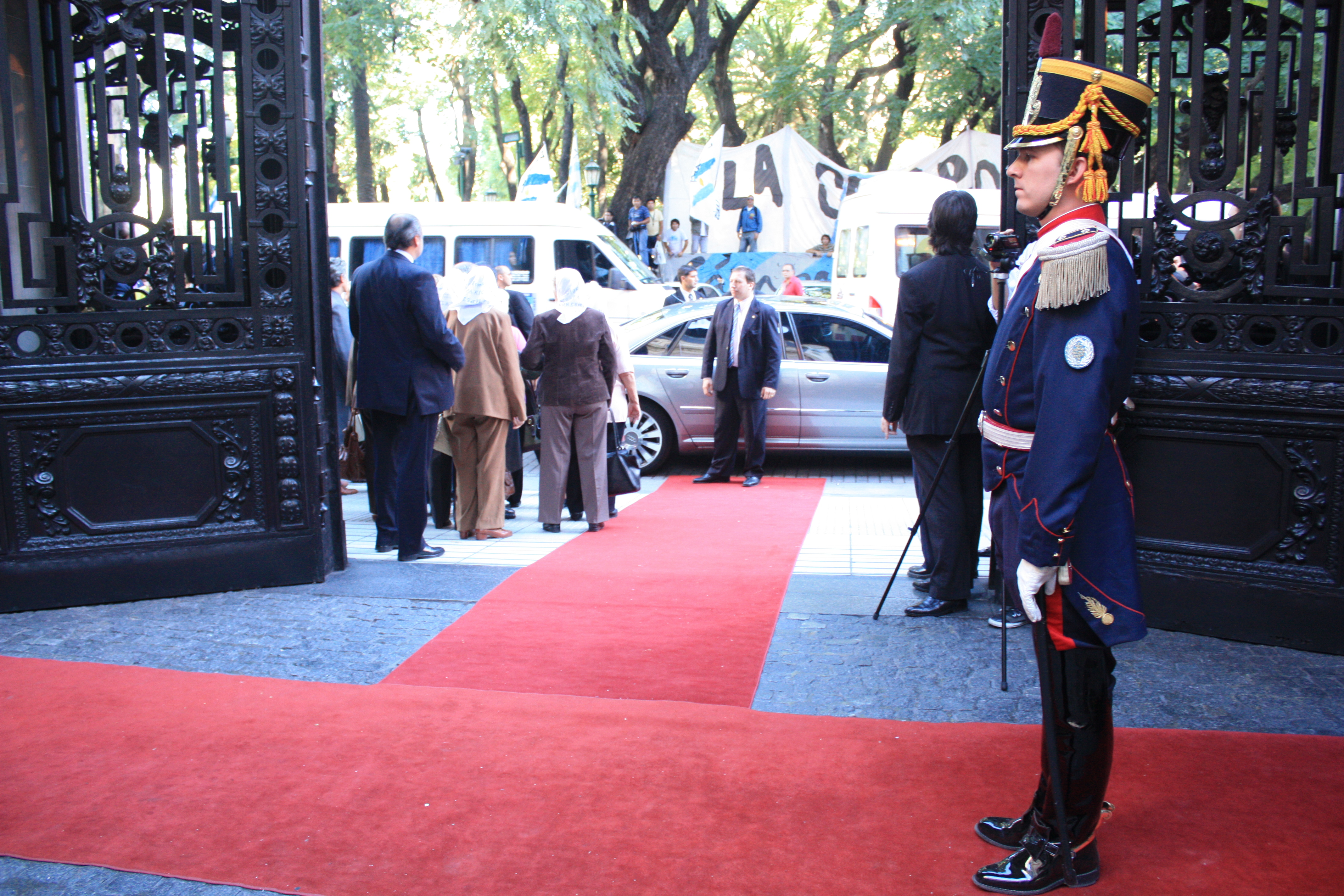
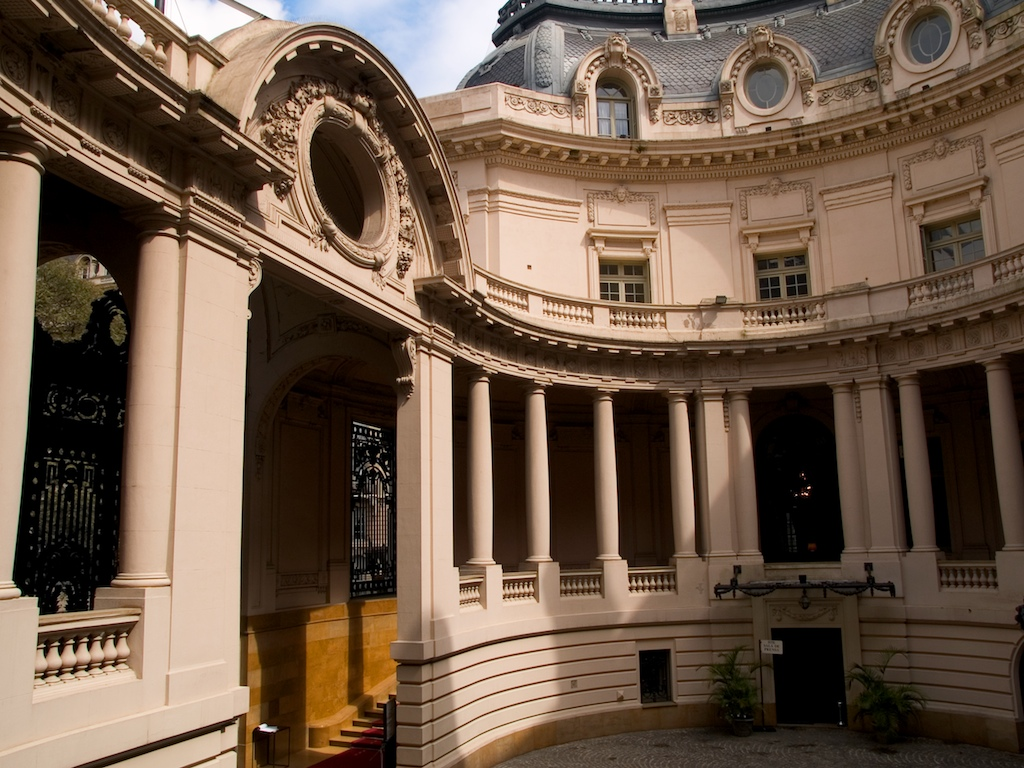
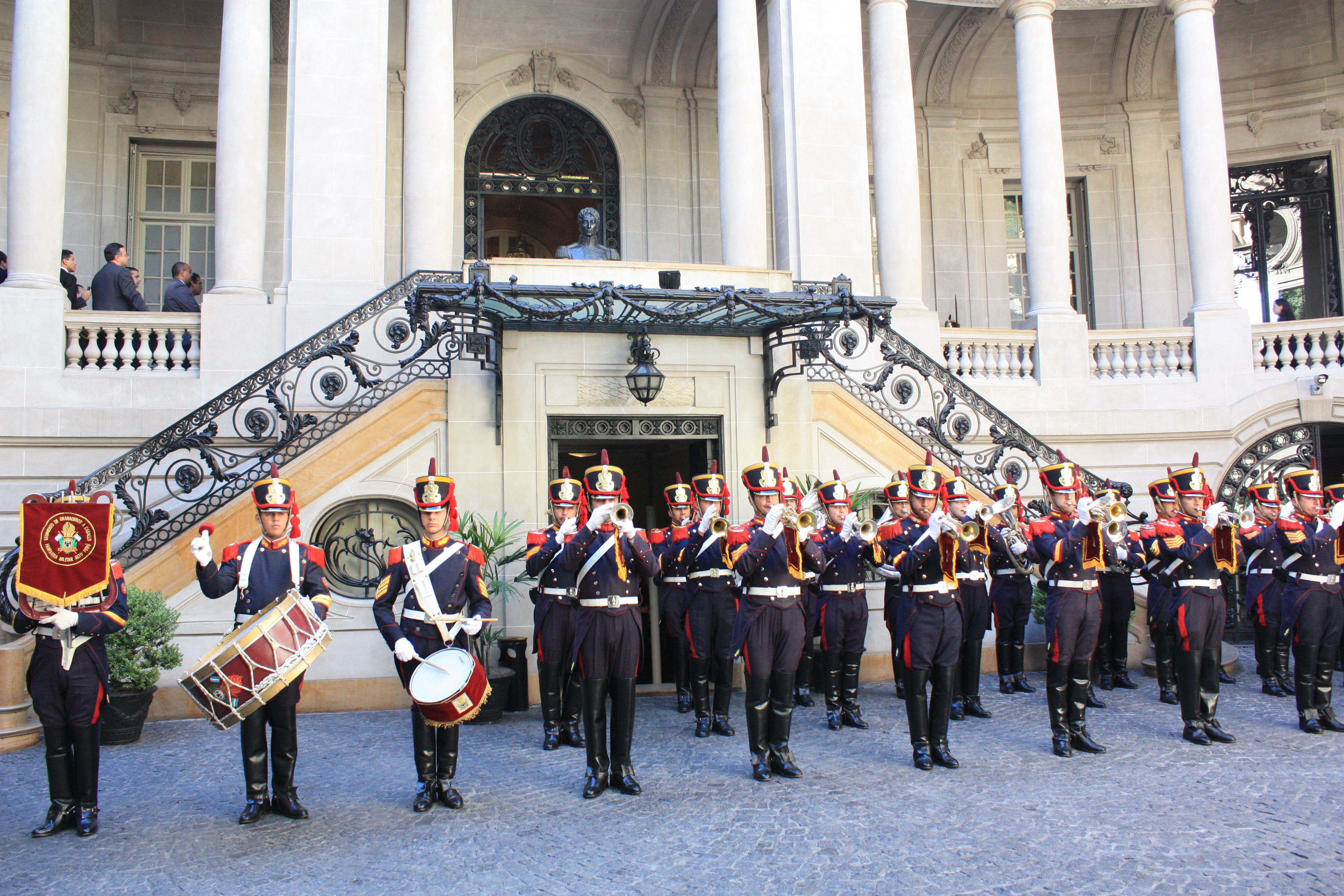
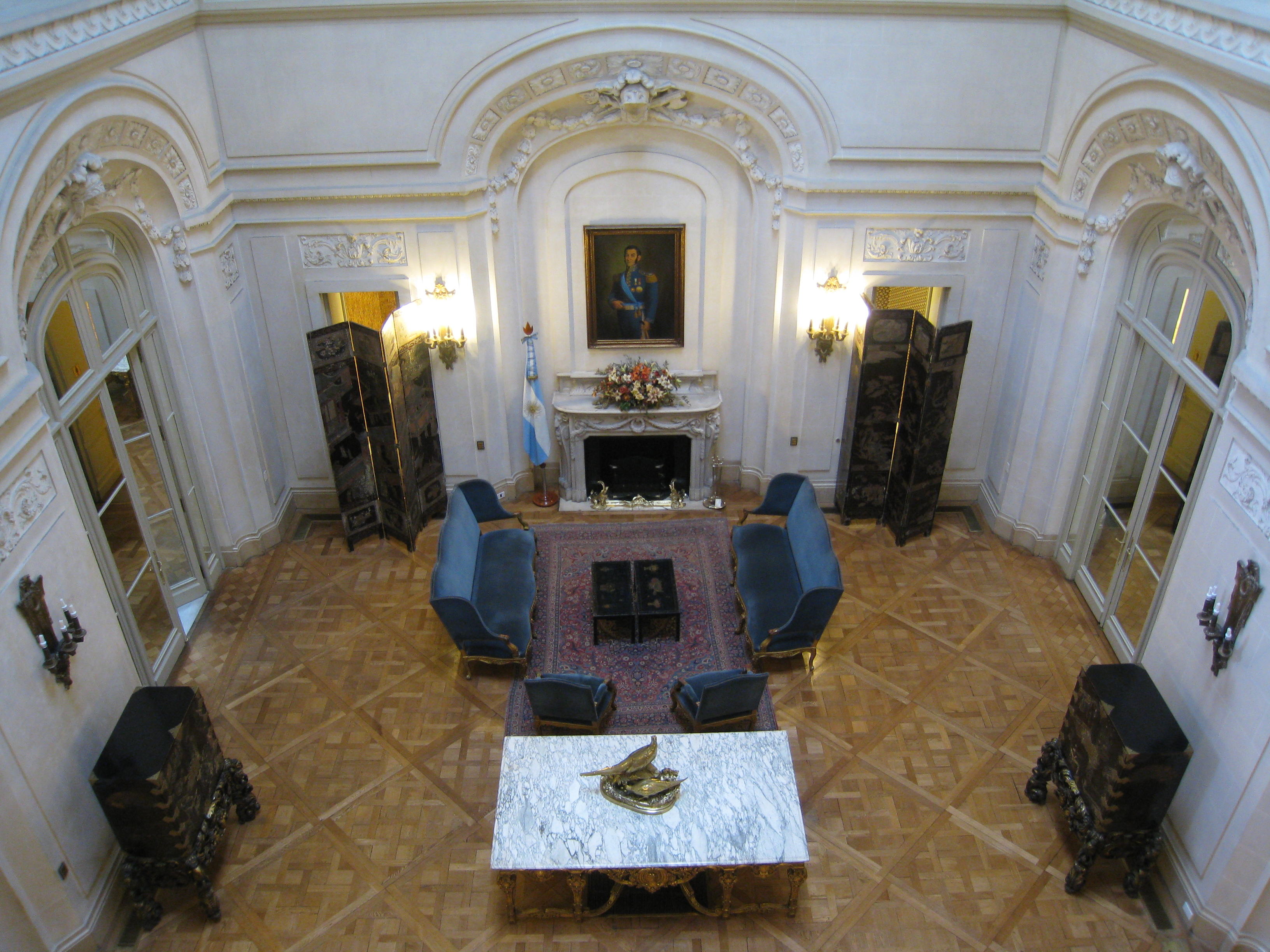
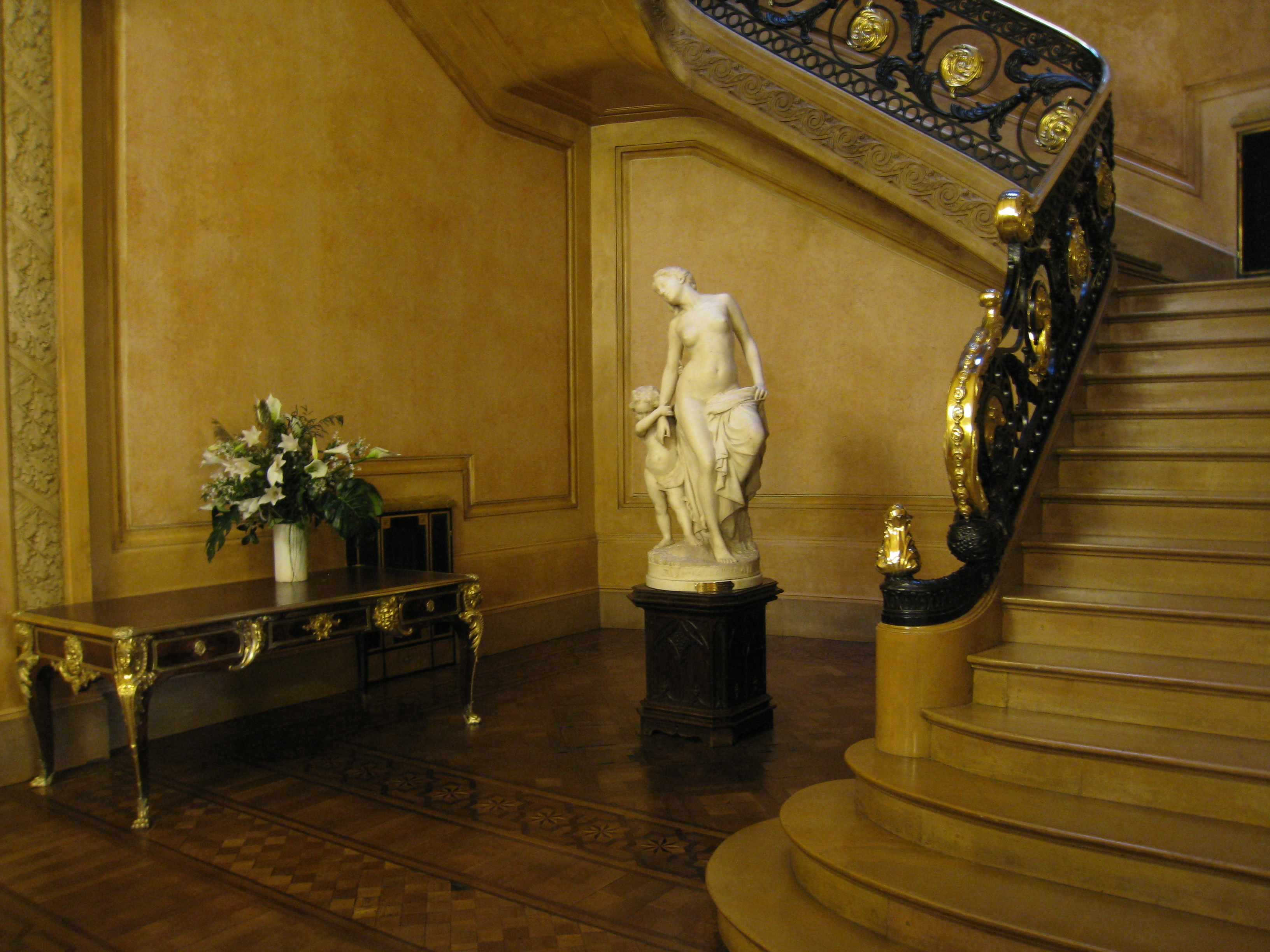
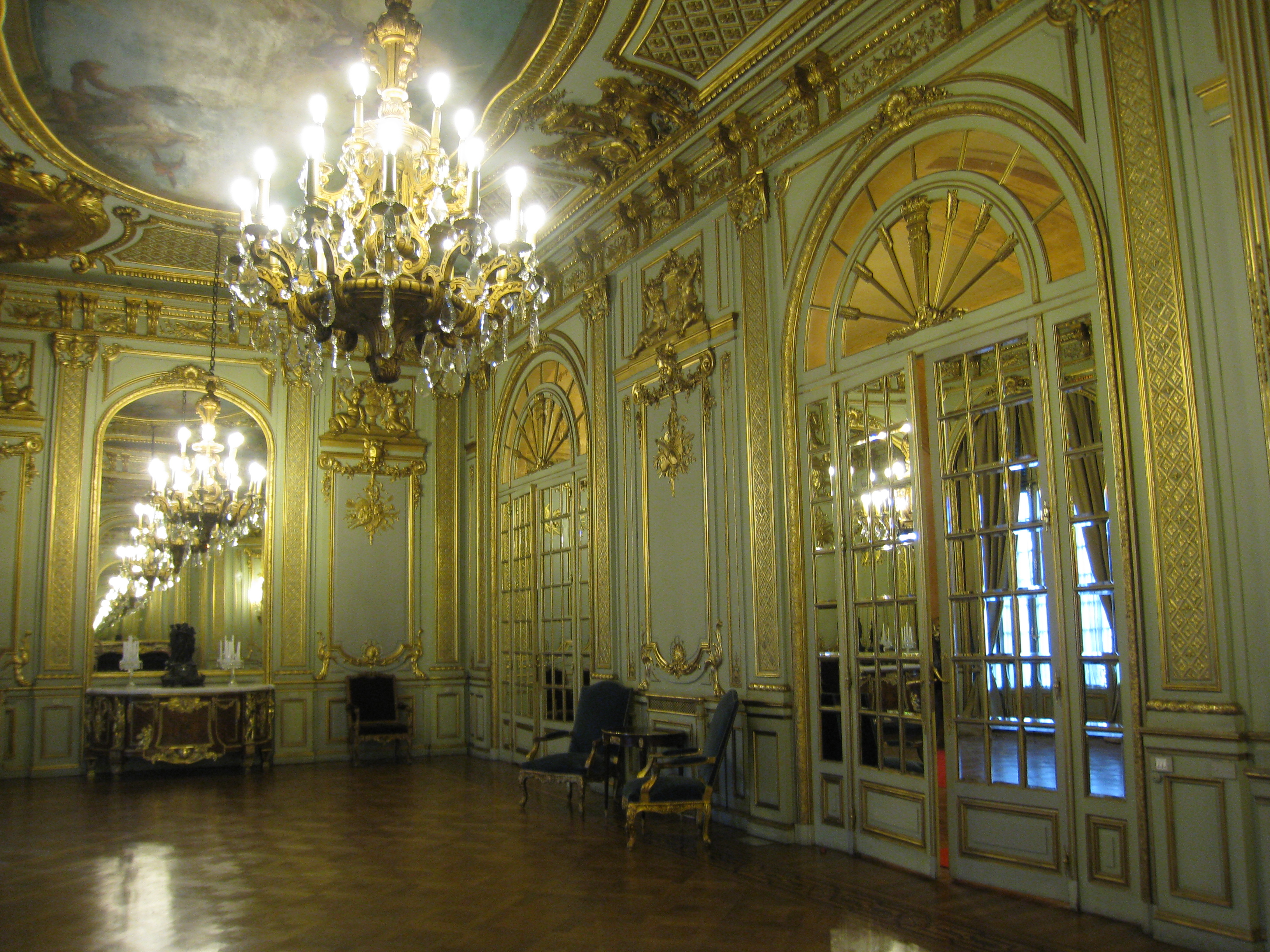
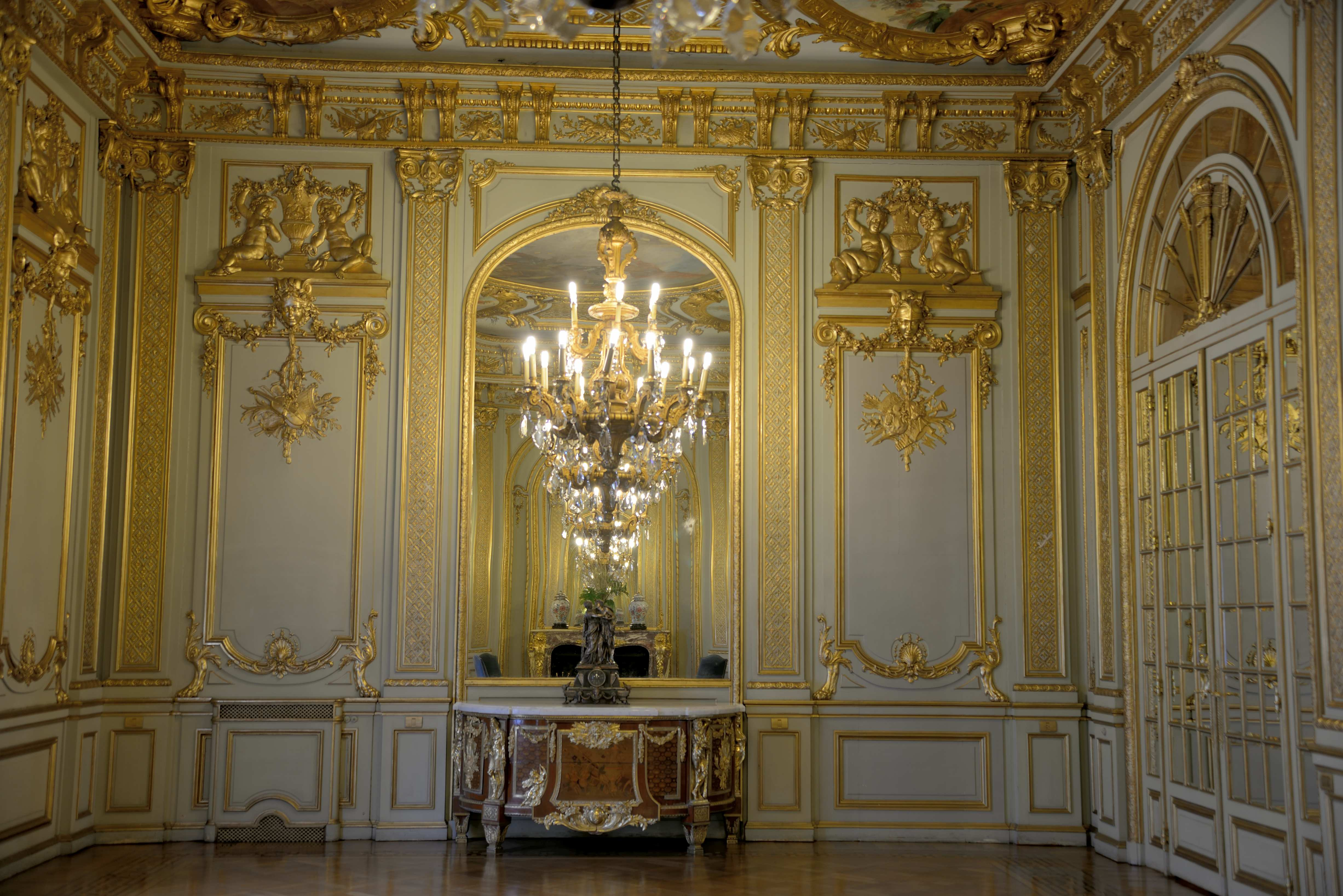